# Хелен (место)
Хелен (њем. Hehlen) општина је у њемачкој савезној држави Доња Саксонија. Једно је од 32 општинска средишта округа Холцминден. Према процјени из 2010. у општини је живјело 2.040 становника. Посједује регионалну шифру (AGS) 3255017.

## Географски и демографски подаци
Хелен се налази у савезној држави Доња Саксонија у округу Холцминден. Општина се налази на надморској висини од 124 метра. Површина општине износи 21,6 km². У самом мјесту је, према процјени из 2010. године, живјело 2.040 становника. Просјечна густина становништва износи 94 становника/km².